# Abiela
Abiela – żeńska forma hebrajskiego imienia Abiel ("Bóg jest moim ojcem"). Obecnie imię to jest rzadko nadawane.